# Spironatus
Spironatus es un género de foraminífero bentónico de estatus incierto, aunque se asemeja a Asterotrochammina de la subfamilia Asterotrochammininae, de la familia Remaneicidae, de la superfamilia Trochamminoidea, del suborden Trochamminina, y del orden Trochamminida. Su especie tipo es Spiroplectammina gissarensis. Su rango cronoestratigráfico abarcaba el Cretácico.

## Discusión
Clasificaciones previas incluían Spironatus en el suborden Textulariina del orden Textulariida. Otras clasificaciones lo han incluido en el orden Lituolida.

## Clasificación
Spironatus incluye a la siguiente especie:
- Spironatus gissarensis †